# Peter von Danckwardt
Peter von Danckwardt, ursprungligen Danckwardt, född 4 juni 1662 i Norrköping, död 20 april 1732, var en svensk friherre och ämbetsman.
von Danckwardt var son till borgmästaren i Norrköping Peter Danckwardt och hans hustru Katarina Sabina Crail. Efter att ha varit anställd som kammarskrivare i kammarkollegium utnämndes han 1689 till landskamrerare i Östergötlands län, men fick 1704 anställning som kamrerare i kammarkollegiums generalavräkningskontor.
von Danckvardt förordnades 1708 till krigskommissarie och befordrades till krigsråd och 1712 till kammarråd. Som sådant var han ledamot av den kommission som skulle rannsaka och döma Georg Heinrich von Görtz. Han var där den som genom sina ansvarsyrkanden starkt bidrog till hans avrättning.
1723 utnämndes von Danckwardt till landshövding i över Kopparbergs län.
1692 adlad Danckwardt, på adliga numret 1412, och upphöjd till friherre med namnet von Danckwardt på nummer 191 år 1726.
Han var gift första gången med Anna Katarina Gyllenadler och andra gången 1711 med Kristina Maria Gyllenanckar.